# رودخانه مناراندرا
رودخانه مناراندرا (به لاتین: Menarandra River) یک رود در ماداگاسکار است که در ماداگاسکار واقع شده‌است.